# برن هارت (میزوری)
برن هارت (به انگلیسی: Barnhart) یک منطقهٔ مسکونی در ایالات متحده آمریکا است که در شهرستان جفرسون، میزوری واقع شده‌است. برن هارت ۱۳٫۶۰ کیلومتر مربع مساحت و ۵٬۶۸۲ نفر جمعیت دارد و ۱۳۳ متر بالاتر از سطح دریا واقع شده‌است.